# خونیک (باقران، جنوب)
خونیک یک روستا در ایران است که در دهستان باقران شهرستان بیرجند واقع شده‌است.